# Odontognathus panamensis
Odontognathus panamensis är en fiskart som först beskrevs av Steindachner, 1876.  Odontognathus panamensis ingår i släktet Odontognathus och familjen sillfiskar. IUCN kategoriserar arten globalt som livskraftig. Inga underarter finns listade i Catalogue of Life.